# Шурочка (фільм)
«Шу́рочка» (рос. «Шурочка») — російський радянський повнометражний кольоровий художній фільм, поставлений на Кіностудії «Ленфільм» в 1982 році режисером Йосипом Хейфіцем за повістю О. І. Купріна «Поєдинок».
Прем'єра фільму в СРСР відбулася 22 серпня 1983 року.

## Зміст
Шурочка — дружина капітана Ніколаєва, вона красива, мила й чарівна. У неї закохується підпоручик Ромашов, почуття якого з часом вириваються назовні. Він розуміє, що не може бути з дружиною капітана, але не у змозі впоратися з емоціями, тому викликає Ніколаєва на дуель.

## Ролі
- Олена Фіногєєва — Шурочка Миколаєва
- Андрій Ніколаєв — Георгій Олексійович Ромашов, підпоручик
- Людмила Гурченко — Раїса Петерсон
- Костянтин Григор'єв — Василь Нілич Назанський, офіцер
- Станіслав Садальський — Пал Палич Веткин, офіцер
- Микола Скоробогатов — Слива, капітан
- Валентин Смирнитський — Володимир Юхимович Миколаїв, офіцер, чоловік Шурочки
- Ферапонтов, Микола Олександрович — Тимофій Хлібников, солдат
- Іван Дмитрієв — Шульгович, полковий командир (роль озвучив — Ігор Єфімов)
- Юрій Медведєв — Лещенко, офіцер
- Роман Ілюткін — Гайнан, денщик Ромашова

## В епізодах
- Костянтин Бутаєв
- Володимир Єрьомін — Петро Фадійович, офіцер
- Сергій Заморев — офіцер
- Сергій Іванов — офіцер
- Микола Карамишев — офіцер
- Олексій Кримов
- Світлана Кирієва
- Володимир Лосєв
- Валерій Носик — офіцер
- С. Малишева
- Т. Малишева
- Дмитро Миргородський — офіцер (в титрах зазначений як — Н. Миргородський)
- А. Моїсеєва
- Віктор Панченко
- Александр Пашутин — Адам Іванович, багатодітний офіцер
- Юрій Прокоф'єв — офіцер
- Віктор Терехов — прапорщик
- Віктор Андрієнко — командир жівонеров (в титрах не вказаний)

## Знімальна група
- Сценарій і постановка — Йосипа Хейфіца
- Головний оператор — Дмитро Долинін
- Головний художник — Володимир Свєтозаров
- Звукооператор — Ігор Вигдорчик
- Режисер — В. Апананський
- Оператор — Борис Лизньов
- Монтаж — Раїси Ізаксон
- Композитор — Олег Каравайчук
- Редактор — Всеволод Шварц
- Грим — Миколи Еленбогена, Є. Мезеріної, М. Ванчкової, Т. Вавилової
- Костюми — Г. Хомченко
- Художниці-декораторки — І. Мішина, Римма Штиль
- Художник-фотограф — А. Манукян
- Консультант — Р. Сот
- Асистенти:
режисера — Н. Баркова, О. Андрієв, Ольга Наруцька
оператора — М. Куликов, Олександр Демчук
художника по костюмах — Анжела Сапунова
звукооператора — М. Вікторов
монтажера — Р. Бранчугова
- Помічниця режисера — Т. Путенкова
- Майстер світла — Є. Степанов
- Адміністративна група — Георгій Мауткін, А. Козлов, В. Усов, Ірина Опракудіна, Н. Калдибаєв, В. Овчаренко, З. Шкода
- Директор картини — Петро Орлов